# Jacob Neusner
Jacob Neusner (Hartford, 28 luglio 1932 – Rhinebeck, 8 ottobre 2016) è stato uno storico e teologo statunitense, accademico e rinomato studioso dell'ebraismo.
Residente a Rhinebeck, New York, è stato uno degli autori più pubblicati del mondo (con oltre 950 libri in stampa), citato nelle principali bibliografie di discipline religiose, storiche e teologiche.

## Biografia
Nato a Hartford nel Connecticut, Neusner è stato educato alla Harvard University, al Jewish Theological Seminary (dove ha ricevuto l'ordinazione rabbinica), alla Università di Oxford e alla Columbia University. dal 1994, Neusner ha insegnato al Bard College e alla Columbia University, Università del Wisconsin, Brandeis University, Dartmouth College, Brown University e alla University of South Florida.
Neusner è membro dell'Institute for Advanced Study a Princeton e membro vitalizio di Clare Hall, Cambridge University. È il solo accademico che abbia officiato sia alla National Endowment for the Humanities* che alla National Endowment for the Arts. Ha ricevuto inoltre numerose onorificenze accademiche e civili.
In tutta la sua attività letteraria, Neusner ha puntato soprattutto a rendere la letteratura rabbinica utile agli specialisti, in una varietà di campi all'interno dello studio accademico della Religione, ma anche della storia antica, cultura e studi del Vicino e Medio Oriente. Il suo lavoro ha interessato i testi classici dell'Ebraismo e come questi formino un'affermazione cogente del rispettivo sistema religioso.

## Opere di Jacob Neusner
Risorsa bibliografica specifica: Jacob Neusner. "From History to Religion." pp. 98–116 su The Craft of Religious Studies ("La professione degli Studi Religiosi"), curata da Jon R. Stone. New York: St. Martin's Press, 1998.
Autobiografia: Jacob Neusner, "Analizzando la Torah. Capitoli di autobiografia intellettuale", a cura di Andrea Nicolotti, Brescia, Paideia, 2012.
Jacob Neusner, Un rabbino parla con Gesù, Edizioni San Paolo, 2007.
Il giudaismo nei primi secoli del cristianesimo, Editore Morcelliana.